# 額田部駅
額田部駅（ぬかたべえき）は、かつて奈良県大和郡山市額田部町にあった近畿日本鉄道（近鉄）法隆寺線の駅（廃駅）である。

## 歴史
- 1915年（大正4年）2月7日：天理軽便鉄道の駅として開業[1]。
- 1921年（大正10年）1月1日：天理軽便鉄道が大阪電気軌道に買収され[2][3]、同社の天理線の駅となる。
- 1922年（大正11年）4月1日：当駅含む新法隆寺 - 平端間が法隆寺線となる。
- 1944年（昭和19年）6月1日：近畿日本鉄道の駅となる。
- 1945年（昭和20年）2月11日：当駅を含む法隆寺線全線が不要不急線として休止。
- 1952年（昭和27年）4月1日：法隆寺線の廃止により廃駅となる。

## 構造
待避設備のない、棒線状のホームだったようである。

## 駅周辺
現在駅周辺は民家が建ち並んでおり、駅跡の痕跡は残っていない。少なくとも1984年（昭和59年）まではホームの形が残っていたようである。廃止になった当駅に代わって、奈良交通の「額田部」停留所が設置されたが、2009年（平成21年）に平端駅ゆきバス路線の廃止により、バス停留所も撤去されている。

## 隣の駅
近畿日本鉄道
法隆寺線
大和安堵駅 - 額田部駅 - 平端駅